# Spioneri
Spioneri innebär att en regering, ett företag eller en individ kommer över eller försöker komma över information som betraktas som hemlig utan tillstånd av den som besitter informationen. Spioneri sker per definition i det fördolda, eftersom den allmänt anses ovälkommen och, i många fall, är olaglig och straffbar. Den som spionerar är spion. Ett snarlikt begrepp som används i krigstid är landsförräderi.

## Sverige
I svensk lag regleras spioneri jämte högförräderi bland annat i brottsbalken 19 kap. 5 §, "Om brott mot rikets säkerhet", där det definieras som att någon för att gå främmande makt tillhanda, obehörigen anskaffar, befordrar, lämnar eller röjer uppgift rörande försvarsverk, vapen, förråd, import, export, tillverkningssätt, underhandlingar, beslut eller något förhållande i övrigt vars uppenbarande för främmande makt kan medföra men för totalförsvaret eller eljest för rikets säkerhet [...] vare sig uppgiften är riktig eller ej. Brottsrubriceringen grovt spioneri har påföljden 4 till 18 års fängelse, alternativt livstids fängelse.  
Om en person uppfyller brottsrekvisiten för spioneri, men inte har något syfte att gå främmande makt tillhanda, så kallas brottet istället obehörig befattning med hemlig uppgift, enligt svensk lag. 
Spioneri kan riktas mot politiska eller militära mål eller mot företag (så kallat företagsspioneri). Spioneri handlar alltså om otillåten informationsinhämtning av ett land mot ett annat. Hemlig informationsinhämtning kan dock lagligt bedrivas av säkerhetstjänster och statliga underrättelsetjänster. Spioneri brukar avse "fältarbetet" medan spionage avser administrationen bakom.

## Historia
Man vet inte exakt när den första spioneringen påbörjades, men man vet att så länge det har funnits hemligheter så har det funnits spioner.
Incidenter med spioneri är väldokumenterade genom historien. Gamla skrivelser i Kina och Indien av militära strateger såsom Sun Zi och Chanakya innehåller information om spionage. Chanakyas student Chandragupta Maurya, grundare av Mauryariket, använde lönnmördare, spioner och hemliga agenter, som beskrivs i Chanakyas Arthasastra. 
De gamla egyptierna hade ett välutvecklat system för insamling av information från fienden. Hebréerna använde spioner även de, som i historien om Rahab. I feodala Japan användes ofta ninjor för att samla in information.
Kalla kriget medförde ett intensivt spionage mellan USA, Sovjet, Folkrepubliken Kina och deras allierade. Spionageliknande verksamhet används mot illegal droghandel och personer/grupper misstänkta för terrorism, men kan även användas för att samla information kring politiska eller religiösa minoriteter. Det sistnämnda har på senare år blivit ett hett ämne bland annat i USA, där federal och statlig polis på senare år fått särskilt långtgående rättigheter att bevaka eller omhänderta personer som ännu inte är misstänkta för att planera något brott.
Ett av de mest uppmärksammade fallen av spioneri i Sverige var affären med överste Stig Wennerström som under större delen av kalla kriget försåg Sovjetunionen med svenska militärhemligheter och dömdes till livstids straffarbete, men släpptes ut efter tio år. 
Den nederländska dansösen Mata Hari dömdes till döden för spioneri 1917, vilket har gestaltats bland annat på film.

Inom fiktionen finns litteratur och filmer med mer eller mindre realistiska spioner eller hemliga agenter i centralroller, exempelvis av Ian Fleming ("James Bond") och Alfred Hitchcock, samt komedier såsom serien med "Austin Powers" och "Spy Hard".

## Typer av spioner
En mullvad eller infiltratör rekryteras först av sin uppdragsgivare, och tar sig sedan in i målorganisationen för att skaffa information till uppdragsgivaren. En avhoppare är medlem i målorganisationen och får tillgång till hemligheter, som hen sedan delger till uppdragsgivaren. En informationsläcka delger information till allmänheten.
Under krigstillstånd kan personer från en militärmakt uppträda utan rätt uniform, dvs civil eller annan makts klädsel, och kan därför bli betraktade som spioner och åtnjuter inte samma skydd av Haag-/Genèvekonventionen som ordinarie uniformerade krigsfångar gör, utan betraktas som "illegal kombattant", och har i tidigare konflikter kunnat avrättas utan vidare åtgärd.
En dubbelagent, dubbelspion, fungerar utåt som spion för bägge parter i en konflikt, och förråder således minst en part. En sådan kan medvetet lämna vilseledande uppgifter och utnyttja sin status av förtroende för att erhålla hemliga uppgifter.
Kontraspionage är säkerhetsverksamhet som syftar till att hindra spionage och avslöja spioner, i Sverige hanterat av Säkerhetspolisen och i USA av FBI. Det kan bland annat ske med infiltratörer. En klassisk metod är också att låta en misstänkt spion få speciella falska "hemliga uppgifter" och se om dessa sprids vidare. Spioner under andra världskriget hade också metoder att koda in riktiga och felaktiga uppgifter i sina meddelanden, så att de kunde kommunicera sin belägenhet ifall de skulle komma i fångenskap och behöva sända meddelanden under tvång, och inte få berätta att de blivit avslöjade. Trots säkerhetsåtgärder kunde tyska Abwehr fängsla många agenter i Nederländerna genom "Englandspiel", bland annat för att mottagare i Storbritannien inte följde säkerhetsprotokollet enligt vissa uppgifter.